# Nu uita!
Nu uita! este un film românesc din 2006 regizat de Manuela Morar.